# Diapaga
Diapaga – miasto w Burkinie Faso, w prowincji Tapoa. Według danych szacunkowych na rok 2013 liczyło około 15 tys. mieszkańców.